# Saint-Léger-de-Montbrillais
Pour les articles homonymes, voir Saint-Léger.
Saint-Léger-de-Montbrillais est une commune du Centre-Ouest de la France, située dans le nord du département de la Vienne (région Nouvelle-Aquitaine).

## Géographie
À l'extrême nord-ouest du département de la Vienne, la commune de Saint-Léger de-Montbrillais est limitrophe du département de Maine-et-Loire (commune d'Épieds).
Saint-Léger-de-Montbrillais, situé au carrefour des routes départementales 19 et 56, se situe en distances orthodromiques, dix kilomètres au sud-est de Montreuil-Bellay et douze kilomètres au nord-ouest de Loudun.
La principale artère qui dessert la commune reste néanmoins, un kilomètre au nord du bourg, la route nationale 147.

### Communes limitrophes
| Epieds (Maine-et-Loire) |                             | Morton             |
| Pouançay                | Saint-Léger-de-Montbrillais | Les Trois-Moutiers |
|                         | Berrie                      |                    |

### Climat
Pour des articles plus généraux, voir Climat de la Nouvelle-Aquitaine et Climat de la Vienne.
Historiquement, la commune est exposée à un climat océanique du nord-ouest.  
En 2020, Météo-France publie une typologie des climats de la France métropolitaine dans laquelle la commune est dans une zone de transition entre le climat océanique et le climat océanique altéré et est dans la région climatique  Moyenne vallée de la Loire, caractérisée par une bonne insolation (1 850 h/an) et un été peu pluvieux.
Pour la période 1971-2000, la température annuelle moyenne est de 12,2 °C, avec une amplitude thermique annuelle de 14,8 °C. Le cumul annuel moyen de précipitations est de 620 mm, avec 10,3 jours de précipitations en janvier et 6,6 jours en juillet. Pour la période 1991-2020, la température moyenne annuelle observée sur la station météorologique la plus proche, située sur la commune de Loudun à 11,83 km à vol d'oiseau, est de 0,0 °C et le cumul annuel moyen de précipitations est de 0,0 mm,. Pour l'avenir, les paramètres climatiques de la commune estimés pour 2050 selon différents scénarios d’émission de gaz à effet de serre sont consultables sur un site dédié publié par Météo-France en novembre 2022.

## Urbanisme

### Typologie
Au 1er janvier 2024, Saint-Léger-de-Montbrillais est catégorisée commune rurale à habitat dispersé, selon la nouvelle grille communale de densité à sept niveaux définie par l'Insee en 2022.
Elle est située hors unité urbaine. Par ailleurs la commune fait partie de l'aire d'attraction de Loudun, dont elle est une commune de la couronne,. Cette aire, qui regroupe 25 communes, est catégorisée dans les aires de moins de 50 000 habitants,.

### Occupation des sols
L'occupation des sols de la commune, telle qu'elle ressort de la base de données européenne d’occupation biophysique des sols Corine Land Cover (CLC), est marquée par l'importance des territoires agricoles (87,8 % en 2018), une proportion identique à celle de 1990 (87,8 %). La répartition détaillée en 2018 est la suivante : 
terres arables (62,4 %), zones agricoles hétérogènes (15,6 %), cultures permanentes (9,8 %), forêts (6,5 %), zones urbanisées (5,7 %). L'évolution de l’occupation des sols de la commune et de ses infrastructures peut être observée sur les différentes représentations cartographiques du territoire : la carte de Cassini (XVIIIe siècle), la carte d'état-major (1820-1866) et les cartes ou photos aériennes de l'IGN pour la période actuelle (1950 à aujourd'hui).

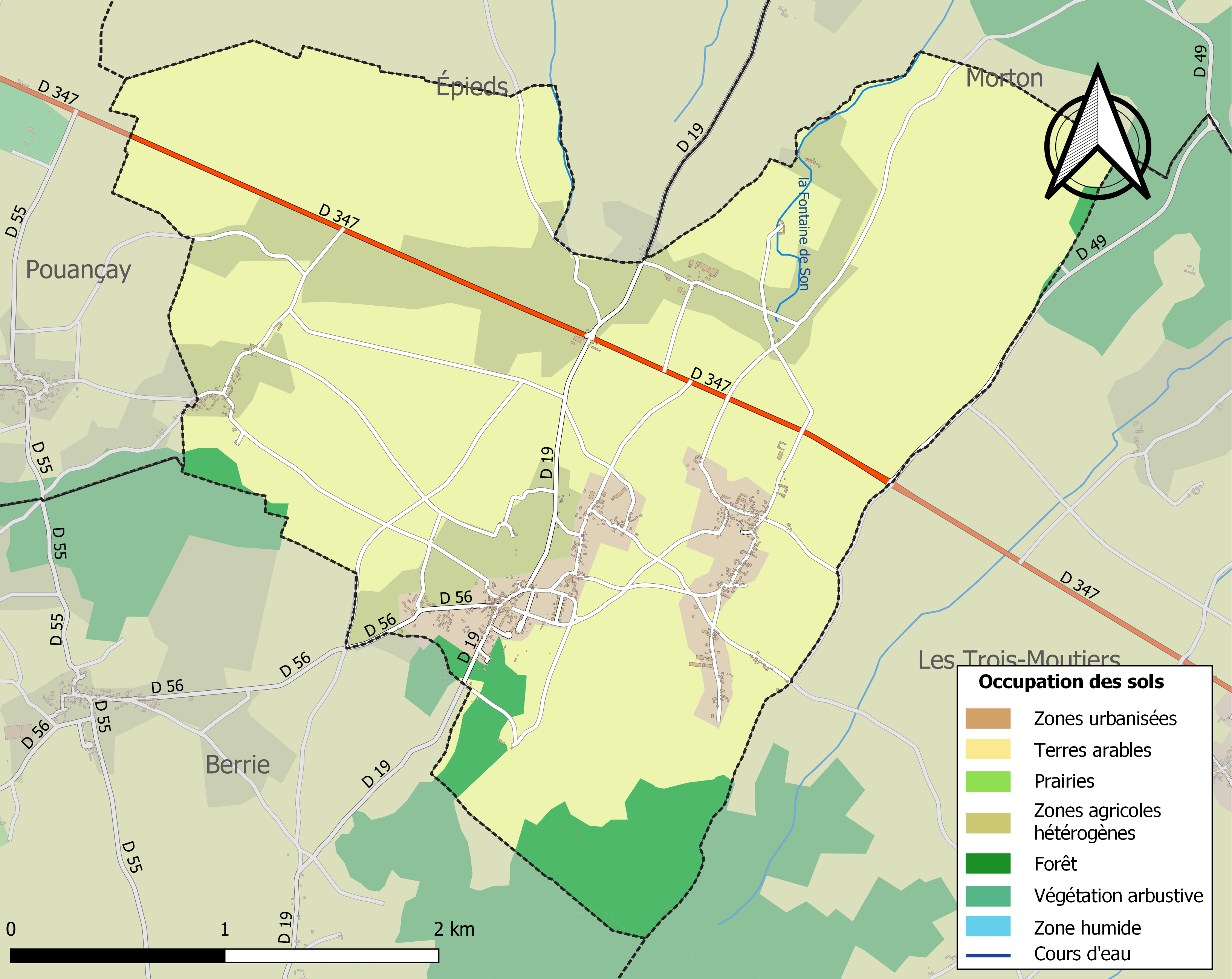
Carte des infrastructures et de l'occupation des sols de la commune en 2018 (CLC).

### Risques majeurs
Le territoire de la commune de Saint-Léger-de-Montbrillais est vulnérable à différents aléas naturels : météorologiques (tempête, orage, neige, grand froid, canicule ou sécheresse), feux de forêts, mouvements de terrains et séisme (sismicité modérée). Il est également exposé à un risque technologique, le transport de matières dangereuses. Un site publié par le BRGM permet d'évaluer simplement et rapidement les risques d'un bien localisé soit par son adresse soit par le numéro de sa parcelle.

#### Risques naturels
Saint-Léger-de-Montbrillais est exposée au risque de feu de forêt. En 2014, le deuxième plan départemental de protection des forêts contre les incendies (PDPFCI) a été adopté pour la période 2015-2024. Les obligations légales de débroussaillement dans le département sont définies dans un arrêté préfectoral du 29 mai 2015,, celles relatives à l'emploi du feu et au brûlage des déchets verts le sont dans un arrêté permanent du 24 mai 2015,.

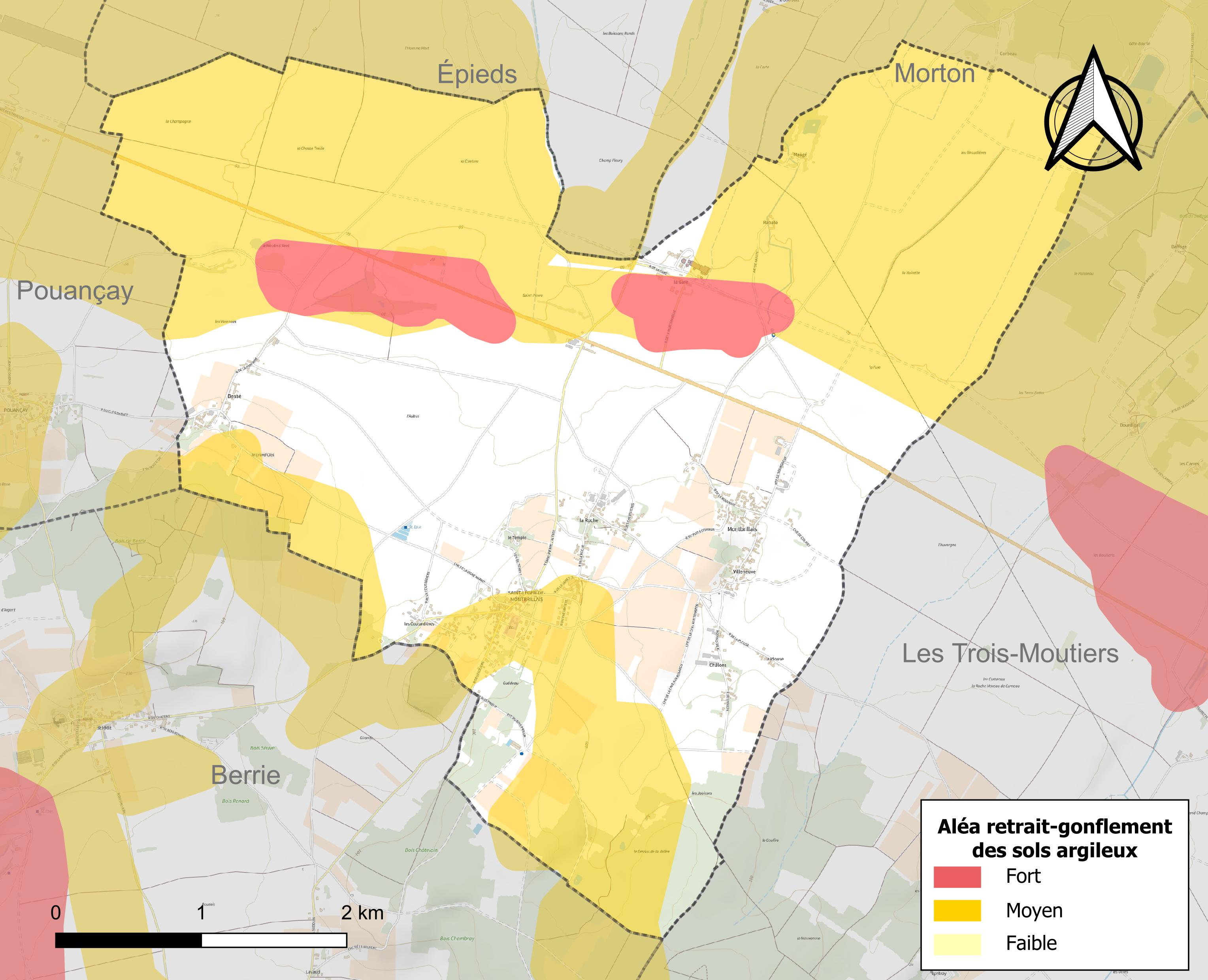
Carte des zones d'aléa retrait-gonflement des sols argileux de Saint-Léger-de-Montbrillais.

Les mouvements de terrains susceptibles de se produire sur la commune sont des affaissements et effondrements liés aux cavités souterraines (hors mines) et des tassements différentiels. Afin de mieux appréhender le risque d’affaissement de terrain, un inventaire national permet de localiser les éventuelles cavités souterraines sur la commune. Le retrait-gonflement des sols argileux est susceptible d'engendrer des dommages importants aux bâtiments en cas d’alternance de périodes de sécheresse et de pluie. 57,7 % de la superficie communale est en aléa moyen ou fort (79,5 % au niveau départemental et 48,5 % au niveau national). Depuis le 1er octobre 2020, en application de la loi ÉLAN, différentes contraintes s'imposent aux vendeurs, maîtres d'ouvrages ou constructeurs de biens situés dans une zone classée en aléa moyen ou fort,.
La commune a été reconnue en état de catastrophe naturelle au titre des dommages causés par les inondations et coulées de boue survenues en 1982, 1999 et 2010, par la sécheresse en 2017 et par des mouvements de terrain en 1999 et 2010.

## Histoire
Les deux dolmens de la Fontaine de Son témoignent de l'occupation du territoire à l'époque néolithique.
Alors que le reste de l'Ouest de la France résiste à la terreur révolutionnaire de 1793, Saint-Léger-de-Montbrillais accueille, dans un premier temps, favorablement les avancées de la Révolution française. Elle plante ainsi son arbre de la liberté, symbole de la Révolution ; un autre est planté au hameau de Bessé. Ils deviennent les lieux de ralliement de toutes les fêtes et des principaux événements révolutionnaires.
Dans la nuit du 26 au 27 mars 1942, une opération pick up a lieu à Saint-Léger. Un Westland Lysander piloté par Guy Lockhart se pose de nuit sur un terrain clandestin au nord du village, et y débarque le colonel Rémy (Gilbert Renault), fondateur du réseau de la confrérie Notre-Dame, et rembarque deux passagers, Christian Pineau et François Faure, qu’il emporte vers l’Angleterre.

## Politique et administration

### Liste des maires
| Période   | Période   | Identité        | Étiquette | Qualité           |
| --------- | --------- | --------------- | --------- | ----------------- |
| 1995      | mars 2008 | Catherine Hupon |           | Auxiliaire de vie |
| mars 2008 | Mai 2020  | René Ragot      |           |                   |
| Mai 2020  |           | Philppe Batty   |           | Directeur de site |

### Instances judiciaires et administratives
La commune relève du tribunal d'instance de Poitiers, du tribunal de grande instance de Poitiers, de la cour d'appel de Poitiers, du tribunal pour enfants de Poitiers, du conseil de prud'hommes de Poitiers, du tribunal de commerce de Poitiers, du tribunal administratif de Poitiers et de la cour administrative d'appel de Bordeaux, du tribunal des pensions de Poitiers, du tribunal des affaires de la Sécurité sociale de la Vienne, de la cour d’assises de la Vienne.

### Services publics
Les réformes successives de La Poste ont conduit à la fermeture de nombreux bureaux de poste ou à leur transformation en simple relais. Toutefois, la commune a pu maintenir le sien.

## Démographie
L'évolution du nombre d'habitants est connue à travers les recensements de la population effectués dans la commune depuis 1793. Pour les communes de moins de 10 000 habitants, une enquête de recensement portant sur toute la population est réalisée tous les cinq ans, les populations de référence des années intermédiaires étant quant à elles estimées par interpolation ou extrapolation. Pour la commune, le premier recensement exhaustif entrant dans le cadre du nouveau dispositif a été réalisé en 2008.

En 2022, la commune comptait 347 habitants, en évolution de −3,34 % par rapport à 2016 (Vienne : +0,6 %, France hors Mayotte : +2,11 %).
| 1793 | 1800 | 1806 | 1821 | 1831 | 1836 | 1841 | 1846 | 1851 |
| ---- | ---- | ---- | ---- | ---- | ---- | ---- | ---- | ---- |
| 517  | 491  | 499  | 534  | 620  | 638  | 565  | 858  | 885  |

| 1856 | 1861 | 1866 | 1872 | 1876 | 1881 | 1886 | 1891 | 1896 |
| ---- | ---- | ---- | ---- | ---- | ---- | ---- | ---- | ---- |
| 873  | 862  | 859  | 792  | 794  | 802  | 798  | 775  | 773  |

| 1901 | 1906 | 1911 | 1921 | 1926 | 1931 | 1936 | 1946 | 1954 |
| ---- | ---- | ---- | ---- | ---- | ---- | ---- | ---- | ---- |
| 706  | 766  | 737  | 687  | 664  | 635  | 636  | 640  | 541  |

| 1962 | 1968 | 1975 | 1982 | 1990 | 1999 | 2006 | 2008 | 2013 |
| ---- | ---- | ---- | ---- | ---- | ---- | ---- | ---- | ---- |
| 544  | 534  | 444  | 420  | 427  | 405  | 389  | 385  | 371  |

| 2018 | 2022 | - | - | - | - | - | - | - |
| ---- | ---- | - | - | - | - | - | - | - |
| 339  | 347  | - | - | - | - | - | - | - |

## Économie
Selon la direction régionale de l'Alimentation, de l'Agriculture et de la Forêt de Poitou-Charentes, il n'y a plus que 14 exploitations agricoles en 2010 contre 16 en 2000.
Les surfaces agricoles utilisées ont faiblement augmenté et sont passées de 1 263 hectares en 2000 à 1 286 hectares en 2010. Ces chiffres indiquent une concentration des terres sur un nombre plus faible d’exploitations. Cette tendance est conforme à l’évolution constatée sur tout le département de la Vienne puisque de 2000 à 2007, chaque exploitation a gagné en moyenne 20 hectares.
50 % des surfaces agricoles sont destinées à la culture des céréales (blé tendre essentiellement mais aussi orge et maïs), 18 % pour les oléagineux (colza et tournesol), 2 % pour les protéagineux.
En 2000 comme en 2010, 84 hectares sont consacrés à la vigne. Le vignoble du Loudunais propose des vins d'appellation saumur, issus des cépages chenin et cabernet. Les vins ont l'appellation officielle : AOC saumur. Ce sont des vins blancs ou rouges, vinifiés selon la méthode traditionnelle ou transformés en crémant de Loire. Une route touristique du vignoble sinuant à travers ses coteaux crayeux permet de découvrir les caveaux et les chais de dégustation qui sont creusés dans le tuffeau.

## Culture locale et patrimoine

### Lieux et monuments
- Les deux dolmens de la Fontaine de Son, classés monuments historiques depuis 1955[31],[32].
- Le Logis de la Rouvraye, ou Logis de Rouvraye, est inscrit aux monuments historiques depuis mai 2009[33],[34] pour le logis, la galerie et la chapelle.
- L'église Saint-Léger est inscrite aux monuments historiques depuis 1926[35].

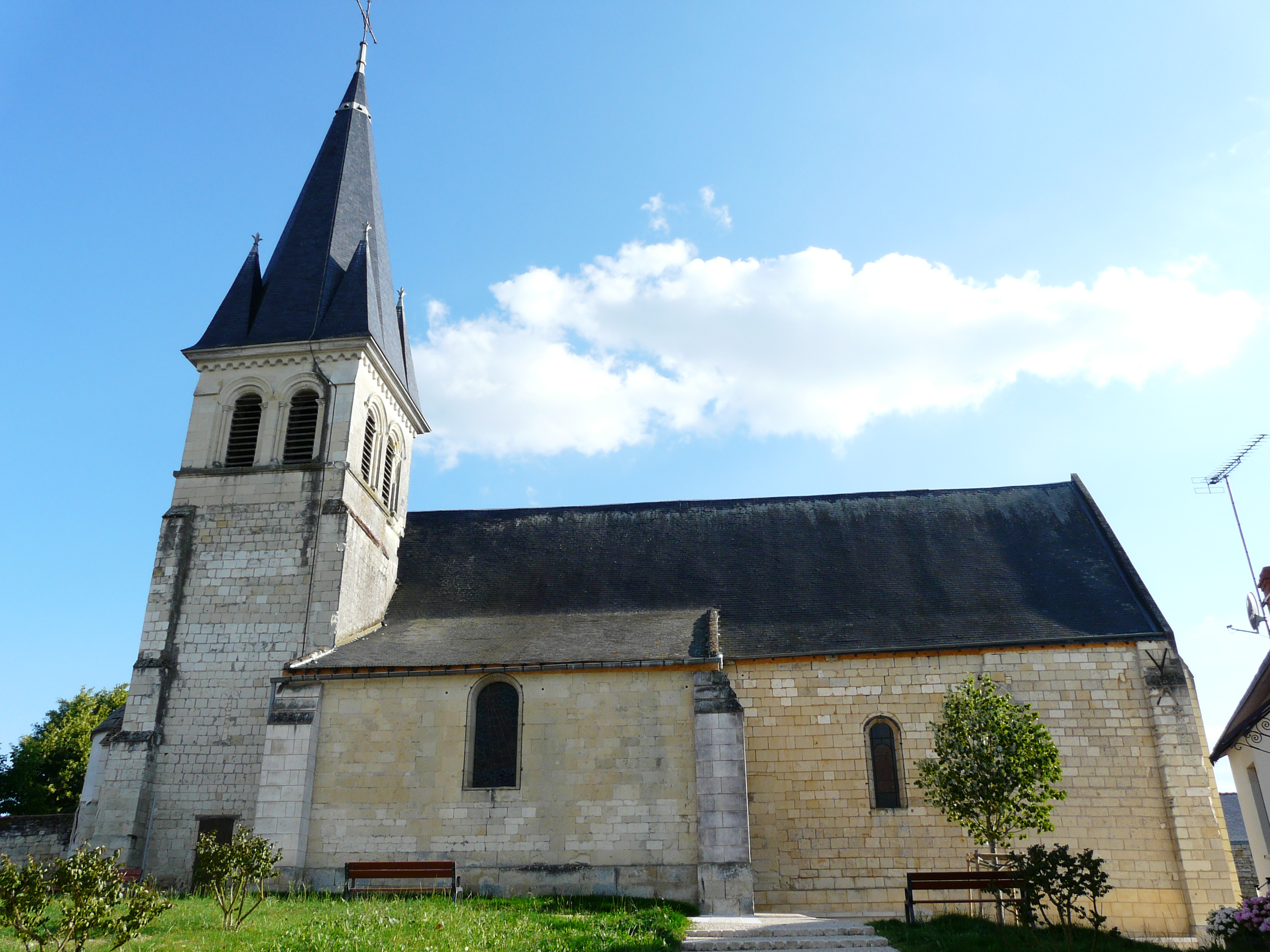
L'église Saint-Léger.
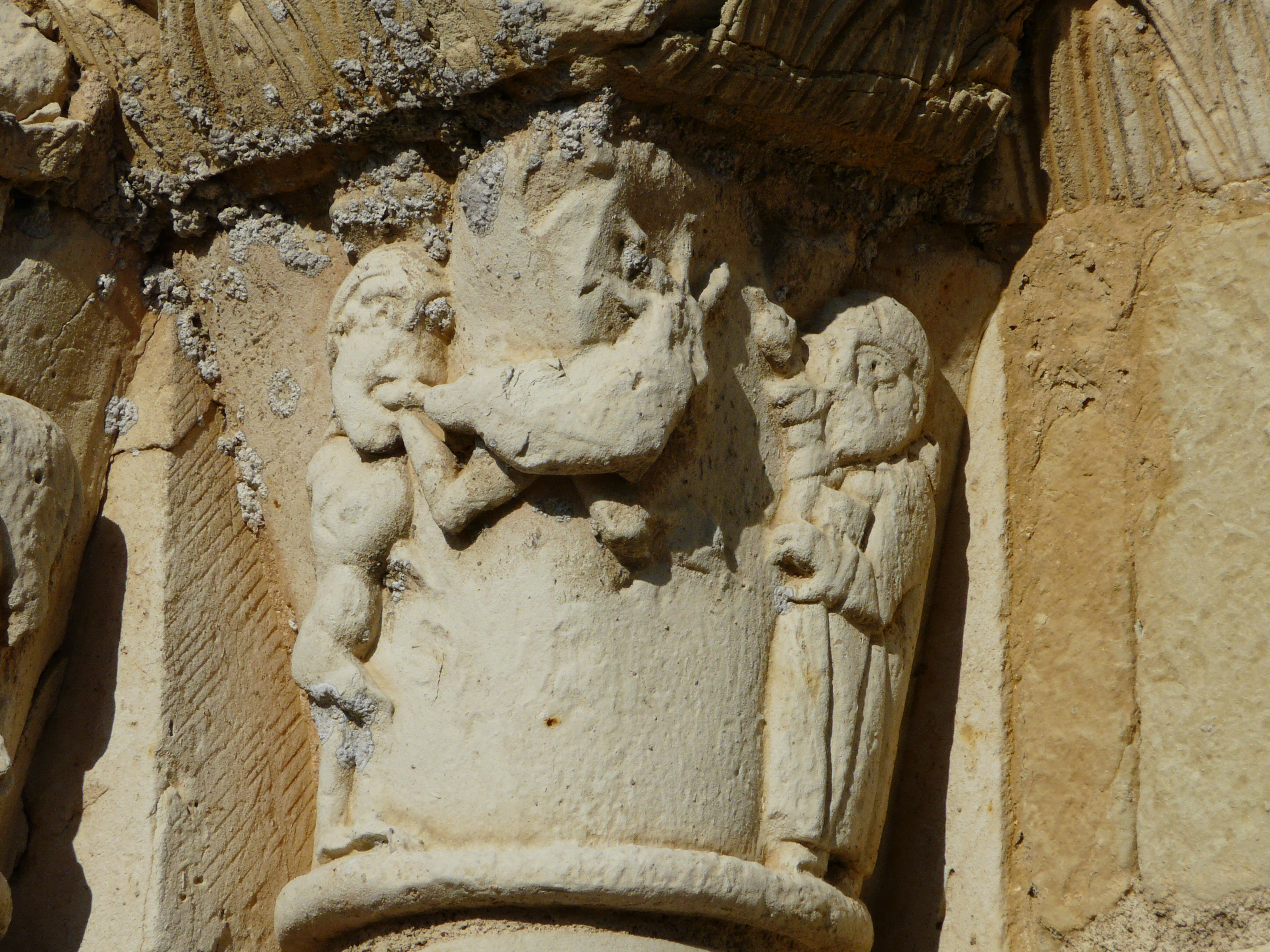
Un des chapiteaux du portail de l'église.
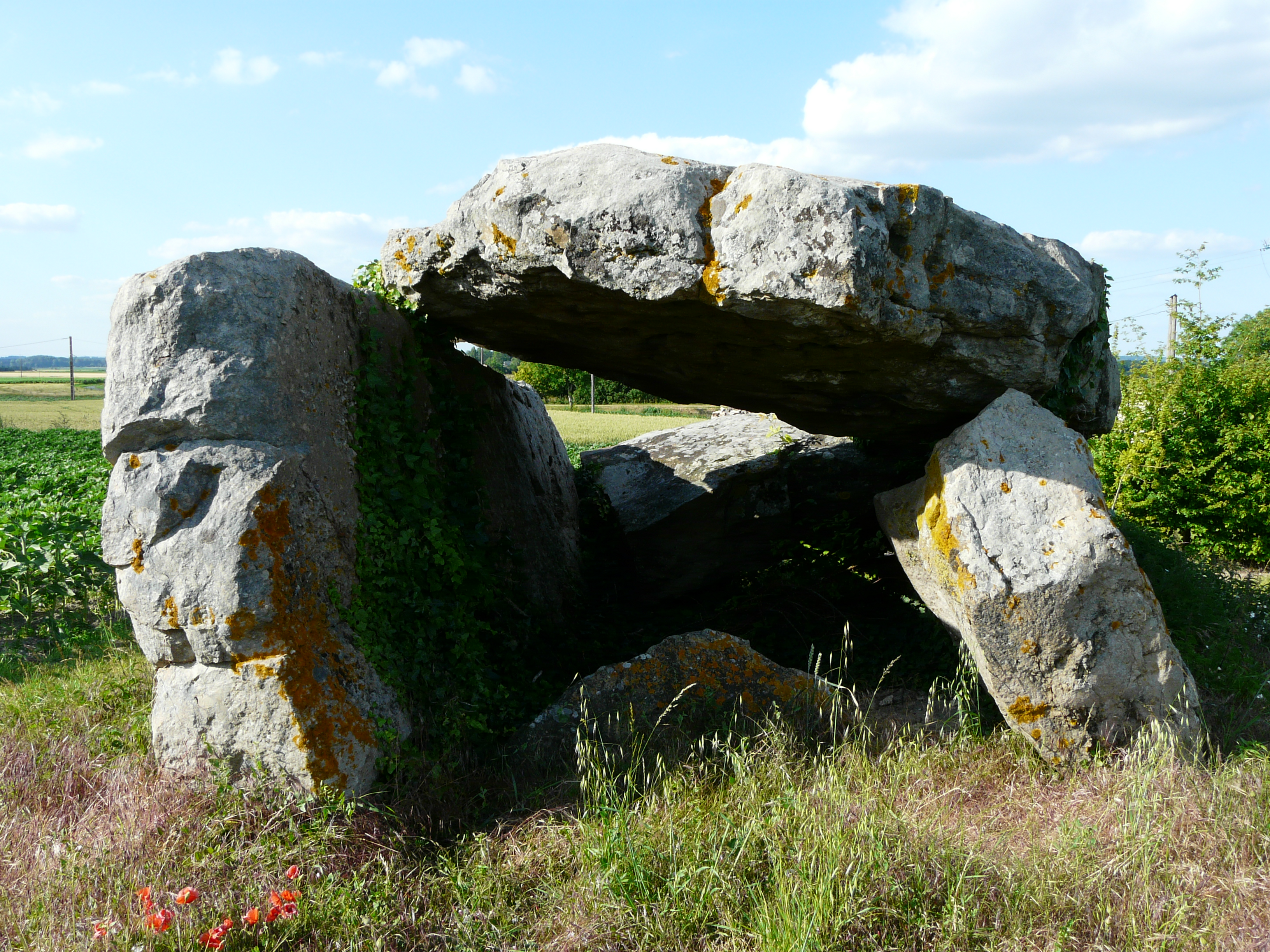
Les deux dolmens…
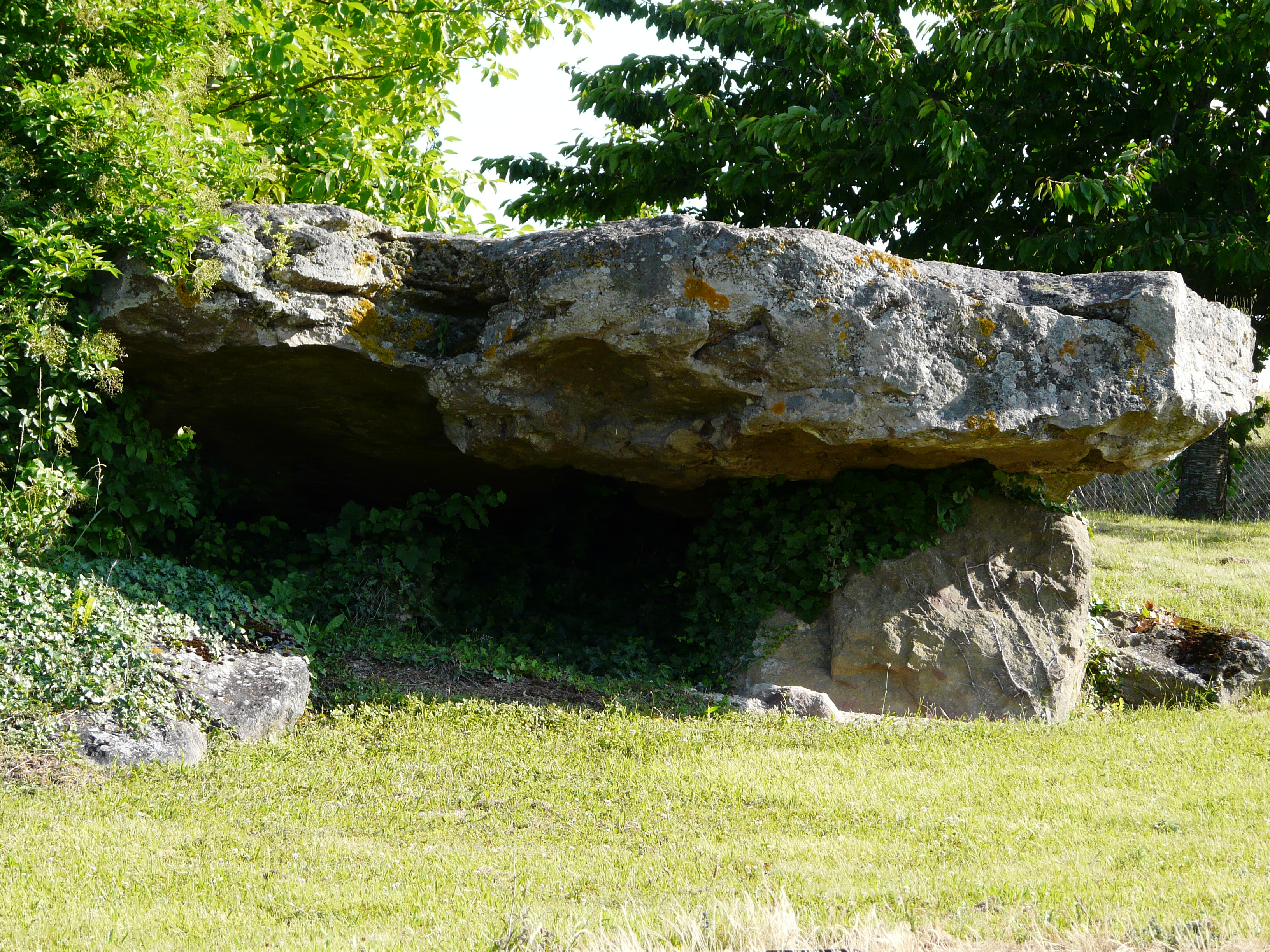
…de la Fontaine de Son.
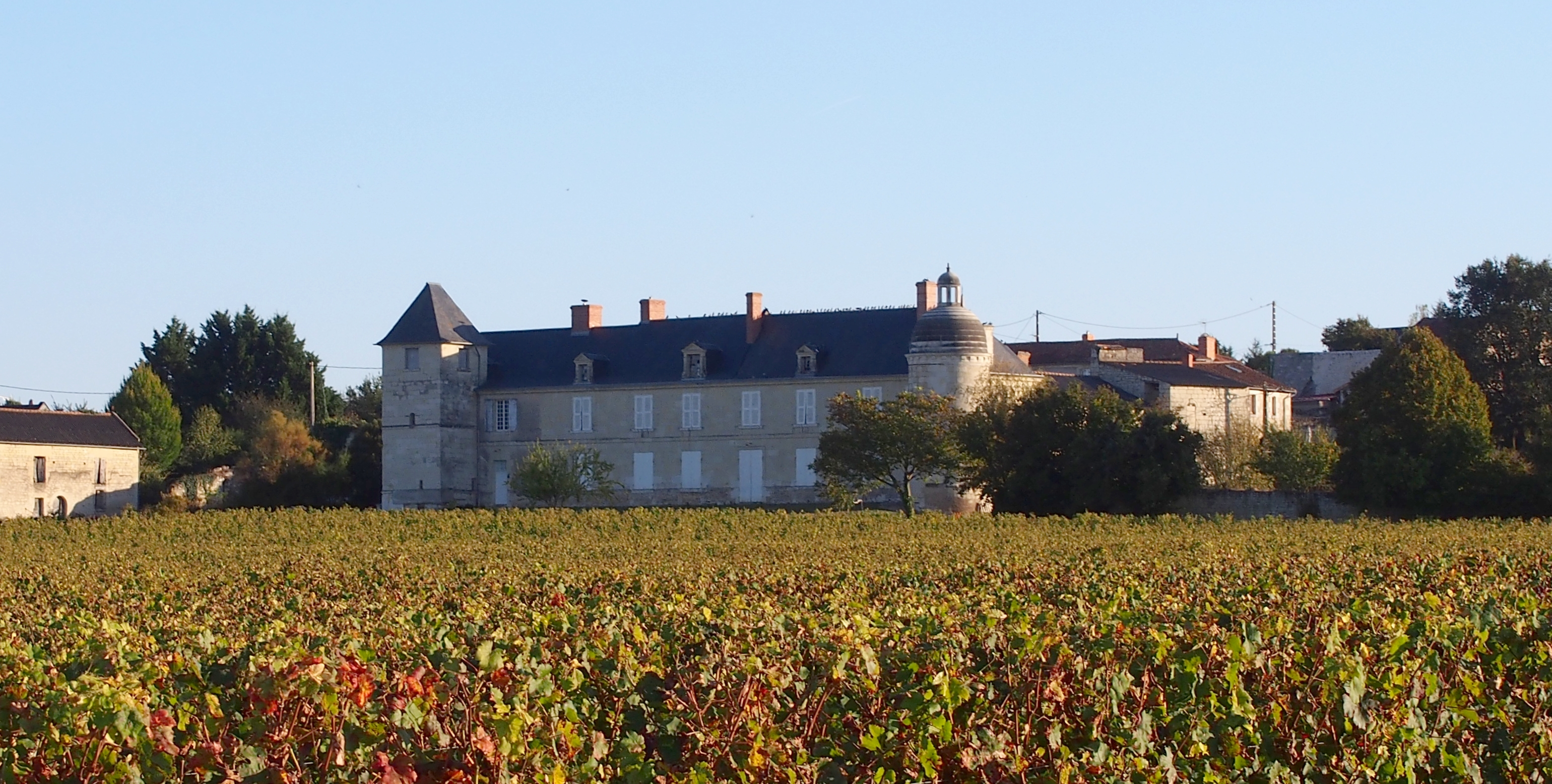
Le Logis de Rouvraye.

### Personnalités liées à la commune
- Jean Alexandre Caffin (1751-1828), général des armées de la République, est décédé dans la commune.

## Sources